# Ernesto Aloia

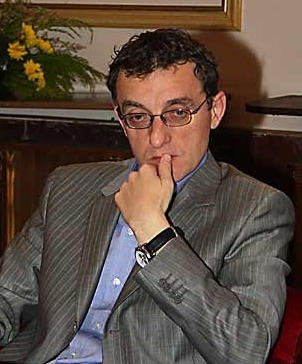
Ernesto Aloia.

Ernesto Aloia (Belluno, 5 de dezembro de 1965) é um romancista italiano.

## Principais trabalhos
- Chi si ricorda di Peter Szoke?, 2003[2]
- Sacra Fame dell’Oro, 2006
- I compagni del fuoco, 2007